# Reinier Zonneveld
Reinier Zonneveld (Alphen aan de Rijn, 30 januari 1991) is een Nederlandse dj en producer die voornamelijk acid techno draait en produceert. In 2017, richtte hij zijn eigen label Filth On Acid op. Zonneveld staat bekend om zijn livesets waarbij hij op het podium in realtime muziek componeert met drumcomputers en synthesizers. In 2023, vestigde hij het GUINNESS WORLD RECORD voor langste elektronische muziek live set met 11 uur en 11 minuten. In 2023, stond hij op nummer 27 in de DJ Mag Top 100 poll. Op 18 november werd zijn eerste Essential Mix voor BBC Radio 1 uitgezonden.  

## Biografie

### Vroege carrière
Zonnevelds muzikale reis begon met klassieke piano tijdens zijn opvoeding in Alphen aan den Rijn. Hij componeerde zijn eerste originele pianostuk toen hij zes jaar oud was. Toen Reinier 16 was zou hij eigenlijk naar het conservatorium gaan om klassieke muziek te studeren, maar hij besloot econometrie te gaan studeren aan de Erasmus Universiteit van Rotterdam en behaalde daarna twee masters in corporate finance en real estate finance. 
Zijn interesse in technomuziek ontstond tijdens zijn studententijd. Hij begon op te treden op illegale raves in zijn studententijd. Na het uitbrengen van zijn debuut-EP 'Joker' in 2011 begonnen producers kennis te nemen van zijn werk. Niet lang daarna, begonnen prominente DJ's als Chris Liebing, Adam Beyer, en Armin van Buuren, Zonneveld's nog niet uitgebrachte eigen nummers in hun sets te verwerken.  
Reinier werd getekend door get Stil Vor Talent label van de Duitse producer Oliver Koletzki. Koletzki regelde voor Zonneveld optredens op verschillende evenementen in Duitsland en Oostenrijk. In 2016, bracht Stil Vor Talent Zonneveld's tweede LP 'Megacity Servant' zijn single 'Things We Might Have Said' kwam bovenaan de Beatport charts te staan. 

### Filth on Acid
In 2017, lanceerde Zonneveld zijn Filth On Acid imprint om creatieve expressie te stimuleren, zowel bij hemzelf als bij andere artiesten in zijn omgeving. Dj's als Carl Cox, Eli Brown, CamelPhat, Teenage Mutants, en HI-LO (het techno alter ego van Oliver Heldens) hebben releases uitgebracht onder Zonneveld's label.  
Noemenswaardige samenwerkingen zijn onder andere de tracks ''We Can Dance Again" (2022)  geproduceerd met de Nederlandse DJ Armin van Buuren, "Inferno" (2018) met de Britse DJ Carl Cox, en “Saw of Olympus" (2021) met Oliver Heldens techno alter ego HI-LO. Zonneveld heeft 4 studioalbums uitgebracht; “Reverse Psychology” (2013), “Megacity Servant” (2016), "Church of Clubmusic" (2019), and “Heaven Is Mad (For You)” (2023) dat in januari 2024 meer dan 35 miljoen streams bereikte.

### Optreden
Reinier is een veelzijdige producer die pop, hiphop, klassiek, ambient, house en verschillende genres techno kan produceren. Door zijn klassieke opleiding verdiept Zonneveld zich regelmatig in het componeren van klassieke muziek, die hij integreert in zijn elektronische producties. 
Zonnevelds live-optredens onderscheiden zich doordat ze alleen bestaan uit originele muziek en remixes die in realtime zijn gemaakt, waarbij de gebruikelijke manier van het mixen van bestaande tracks achterwege wordt gelaten. Hierdoor kan Zonneveld zijn composities afstemmen op de energie van het publiek en de sfeer van de dansvloer. Reinier Zonneveld werd een prominente resident op Awakenings (van 2019 - 2023) en Time Warp (van 2019 - nu). Hij was de eerste techno-act die optrad op de Tomorrowland Mainstage tijdens de piekuren. De dj was headliner op Ultra Miami en maakt deel uit van de line-up van Coachella 2024.
Zonneveld organiseerde zijn eerste festival, LIVE NOW, in 2022, met een solo set van 11 uur voor meer dan 15.000 bezoekers. Hij verkocht ook de Ziggo Dome uit tijdens het Amsterdam Dance Event (ADE) in minder dan drie uur en wist een publiek van 13.000 mensen te boeien.
In 2023 behaalde Zonneveld het GUINNESS WORLD RECORD voor de langste elektronische muziek liveset, in totaal 11 uur en 11 minuten op zijn eigen festival met meer dan 15.000 bezoekers. In datzelfde jaar stond hij op de 27e plaats van de DJ Mag Top 100 poll. Zonneveld's eerste Essential Mix voor BBC Radio 1 werd uitgezonden op 18 november 2023.

## Discografie
| Releasedatum      | Titel                        | Tracklist |
| ----------------- | ---------------------------- | --- |
| 13 October 2023   | Heaven Is Mad (For You)      | - Push It To The Limit - Super Strong - Space - Heaven Is Mad (For You) - Dreamer - Music Is The Answer - Take U Back (2023 Mix) - Balearic Mornings (Rave Mix) - Underground Madness (2023 Mix) - Berlin Amsterdam - Billy - Shine (2023 Mix) - Dance With The Devil (The 6th Gate) - Remix - Move Your Body To The Beat - Through The Night - Esoterisch - Trip - Walking on Water                            |
| 22 April 2019     | Church of Clubmusic          | - Evanescent - Horn Resumed - Ibiza Disco Lines (I Don’t Wanna Stop) - Frozen Keys - Church of Clubmusic - Abandoned Mirror - Acid Overdose - Remember - Bart’s Cube - You Will Be My Love - Circus - Mind Game - Love To Hate To Love - The Ones Who Know - Religion NOW - Manifesto - Hard Gaan - I Wanna Dance With You                                                                                      |
| 23 September 2016 | Megacity Servant             | - Plastic People - 8 Ball - Things We Might Have Said - Disturbed Minds - Spacedge - Gateway - Megacity Servant - EHT - Modern Voodoo - Dive - Dynamite - Sharp Bust 2.2 - Beast - You Could Be The One I Want - Abstinence - Anti Matter |
| 8 December 2014   | Just Keep Going              | - After - After - (Secret Cinema Remix) - Daydreaming - Just Keep Going - Just Keep Going - (Lowboys Remix) - Pressure - Pressure - (Aekidna Remix) - Resolve |
| 9 December 2013   | Reverse Psychology (Remixes) | - Reverse Psychology - (Submerge Remix) - Plateau 4 - (Ryuji Takeuchi Remix) - Pneumatik - (GO!DIVA Remix) - To End - (Ricardo Garduno Remix) - Mind Vent - (Andre Ramos Remix) - Deceptive Guidance - Monix’s Retooled Version - Factor - (Modal Bank Remix) - Haywired Society - (Jorg Rodriguez Remix) - When Different Worlds Collide                                                                       |
| 10 July 2013      | Reverse Psychology           | - Pneumatik - Original Mix - When Different Worlds Collide - Original Mix - Deceptive Guidance - Original Mix - Reverse Psychology - Original Mix - Empty It Is - Original Mix - Mind Vent - Original Mix - Plateau 4 - Original Mix - Plateau 2 - Original Mix - Factor - Original Mix - Haywired Society - Original Mix - Landing - Original Mix - Intro - Original Mix - To End - Original Mix (Bonus Track) |

| Releasedatum      | Titel                                                         | Artiesten                                            |
| ----------------- | ------------------------------------------------------------- | ---------------------------------------------------- |
| 16 August 2024    | Sunglass at Night (Reinier Zonneveld Remix)                   | Tiga, Zyntherius ft. Reinier Zonneveld               |
| 10 May 2024       | Time                                                          | Reinier Zonneveld ft. Kiki Solvej                    |
| 26 April 2024     | Judgement Day                                                 | Reinier Zonneveld ft. D-Devils                       |
| 12 April 2024     | Bouncing Ball                                                 | Reinier Zonneveld ft. Hannah Laing                   |
| 29 March 2024     | Good Love (Reinier Zonneveld Remix)                           | Hannah Laing ft. RoRo, Reinier Zonneveld             |
| 22 March 2024     | Sonar                                                         | Reinier Zonneveld                                    |
| 15 March 2024     | Hard Kicks Cheap Thrills                                      | Reinier Zonneveld ft. Nico Moreno                    |
| 8 March 2024      | Poison                                                        | Reinier Zonneveld ft. Zeltak                         |
| 23 February 2024  | Believe (Reinier Zonneveld & Zeltak 2024 Remix)               | Reinier Zonneveld ft. Zeltak                         |
| 16 February 2024  | Les Dangereux                                                 | Reinier Zonneveld ft. Kiki Solvej                    |
| 19 January 2024   | Sünden                                                        | Reinier Zonneveld ft. Kiki Solvej                    |
| 8 December 2023   | Ravarp                                                        | Reinier Zonneveld ft. Space 92                       |
| 10 February 2023  | Rampage / Sur Moi                                             | Reinier Zonneveld ft. BK                             |
| 27 January 2023   | Dance With The Devil (The 6th Gate) (Reinier Zonneveld Remix) | Reinier Zonneveld ft. D-Devils                       |
| 6 January 2023    | Nirvana EP                                                    | Reinier Zonneveld ft. HI-LO                          |
| 9 December 2022   | Drugs From Amsterdam (Reinier Zonneveld Remix)                | Reinier Zonneveld ft. Mau P                          |
| 11 November 2022  | Desolate                                                      | Reinier Zonneveld ft. Reset Robot                    |
| 21 October 2022   | Oldskool EP                                                   | Reinier Zonneveld                                    |
| 22 July 2022      | Fist on Acid                                                  | Reinier Zonneveld ft. Angerfist                      |
| 1 July 2022       | Flying Octopus                                                | Reinier Zonneveld ft. HI-LO, Oliver Heldens          |
| 11 April 2022     | You Take My Hand (Reinier Zonneveld Remix)                    | Tinlicker ft. Jamie Irrepressible, Reinier Zonneveld |
| 25 March 2022     | Oldskoolweg                                                   | Reinier Zonneveld ft. Speedy J                       |
| 18 February 2022  | We Can Dance Again                                            | Armin van Buuren ft. Reinier Zonneveld, Roland Clark |
| 25 February 2022  | Boavista (Reinier Zonneveld Remix)                            | Stephan Bodzin ft. Reinier Zonneveld                 |
| 24 December 2021  | String Theory                                                 | HI-LO ft. Reinier Zonneveld, Oliver Heldens          |
| 10 December 2021  | Planet Session Remix EP                                       | Reinier Zonneveld Remix ft. Patrick Topping          |
| 29 October 2021   | Trek Drop                                                     | Reinier Zonneveld ft. Theodor Nabuurs                |
| 8 October 2021    | Punk (Reinier Zonneveld Remix)                                | Ferry Corsten ft. Reinier Zonneveld                  |
| 24 September 2021 | The Future                                                    | CamelPhat ft. Rebūke, Reinier Zonneveld              |
| 17 September 2021 | Revolution - BK’s Rework Remixes Part 1                       | BK ft. Reinier Zonneveld                             |
| 3 September 2021  | Chord Rave                                                    | Reinier Zonneveld                                    |
| 27 August 2021    | Only One Way                                                  | Reinier Zonneveld                                    |
| 20 August 2021    | CSE                                                           | Reinier Zonneveld                                    |
| 6 August 2021     | Existencia                                                    | Reinier Zonneveld ft. HI-LO, Oliver Heldens          |
| 30 July 2021      | Balearic Mornings                                             | HI-LO ft. Reinier Zonneveld, Oliver Heldens          |
| 2 July 2021       | On Acid                                                       | Reinier Zonneveld ft. T78                            |
| 25 June 2021      | ZAOR                                                          | Reinier Zonneveld ft. T78                            |
| 23 April 2021     | MDMA                                                          | Reinier Zonneveld ft. DYEN                           |
| 2 April 2021      | Saw of Olympus                                                | HI-LO ft. Reinier Zonneveld, Oliver Heldens          |
| 4 December 2020   | PURE (The Remixes)                                            | Carl Cox ft. Reinier Zonneveld                       |
| 27 November 2020  | After Incubus                                                 | Reinier Zonneveld ft. Miro                           |
| 30 October 2020   | Eating Concrete (Julian Jeweil Remix)                         | Reinier Zonneveld ft. Julian Jeweil                  |
| 16 October 2020   | I Can’t Sleep                                                 | Reinier Zonneveld                                    |
| 11 September 2020 | Acid Incident (Thomas Schumacher Remix)                       | Reinier Zonneveld ft. Thomas Schumacher              |
| 26 June 2020      | The First Rebirth (Reinier Zonneveld Remix)                   | Jones & Stephenson ft. Reinier Zonneveld             |
| 31 January 2020   | Resurrection                                                  | Reinier Zonneveld ft. Eduard Artemyev                |
| 27 December 2019  | Feel Free                                                     | Reinier Zonneveld                                    |
| 29 November 2019  | Anubis                                                        | Reinier Zonneveld                                    |
| 25 October 2019   | Mentor                                                        | Reinier Zonneveld                                    |
| 27 September 2019 | Melting Brains                                                | Reinier Zonneveld                                    |
| 30 August 2019    | Rave Dan                                                      | Reinier Zonneveld                                    |
| 28 June 2019      | This Is Our Time                                              | Carl Cox ft. Reinier Zonneveld, Christopher Coe      |
| 2 November 2018   | Move Your Body To The Beat                                    | Reinier Zonneveld                                    |
| 25 May 2018       | Inferno                                                       | Carl Cox ft. Reinier Zonneveld                       |
| 20 April 2018     | Snakecharmer                                                  | Bart Skils ft. Reinier Zonneveld                     |
| 10 November 2017  | Shiver                                                        | Reinier Zonneveld                                    |
| 20 October 2017   | The Summoning EP                                              | Reinier Zonneveld                                    |
| 22 September 2017 | Pet van Ket                                                   | Reinier Zonneveld                                    |
| 18 September 2017 | Dominance EP                                                  | Reinier Zonneveld                                    |
| 31 July 2017      | My Head Is On Fire                                            | Coyu ft. Reinier Zonneveld, La CouCou                |
| 30 June 2017      | Ski                                                           | Sharam ft. Reinier Zonneveld                         |
| 29 May 2017       | Bending the End                                               | Reinier Zonneveld ft. Cari Golden                    |
| 22 May 2017       | Degenerate EP                                                 | Reinier Zonneveld                                    |
| 24 March 2017     | Centaur                                                       | Reinier Zonneveld ft. Deva Premal                    |
| 3 February 2017   | Megacity Servant Remixed                                      | Reinier Zonnveld                                     |
| 24 June 2016      | Solid Rock                                                    | Reinier Zonnveld                                     |
| 13 June 2016      | IMmaterial                                                    | Reinier Zonnveld                                     |
| 6 May 2016        | Parade at the Bazar                                           | Reinier Zonnveld                                     |
| 29 February 2016  | See You Hide EP                                               | Reinier Zonnveld                                     |
| 29 January 2016   | Rushchamber                                                   | Reinier Zonnveld                                     |
| 20 November 2015  | Final Judgement - EP                                          | Reinier Zonnveld                                     |
| 31 July 2015      | Make Me a Promise                                             | Reinier Zonnveld                                     |
| 19 January 2015   | Archive                                                       | Reinier Zonnveld                                     |
| 10 November 2014  | Colors                                                        | Reinier Zonnveld                                     |
| 4 July 2014       | Open Your Head - EP                                           | Reinier Zonnveld                                     |
| 20 June 2014      | Walker                                                        | Reinier Zonnveld                                     |
| 16 June 2014      | Pressure / After                                              | Reinier Zonnveld                                     |
| 24 March 2014     | Illusion                                                      | Reinier Zonnveld                                     |
| 28 February 2014  | On the Edge of an Idea                                        | Reinier Zonnveld                                     |
| 25 November 2013  | Reach EP                                                      | Reinier Zonnveld                                     |
| 16 August 2013    | Contact                                                       | Reinier Zonnveld                                     |
| 26 April 2013     | Basements EP                                                  | Reinier Zonnveld                                     |
| 15 March 2013     | Find Muck                                                     | Reinier Zonnveld                                     |
| 8 March 2013      | 2006                                                          | Reinier Zonnveld                                     |
| 20 September 2012 | Taleremmen EP                                                 | Reinier Zonnveld                                     |
| 21 August 2012    | Remember                                                      | Reinier Zonnveld                                     |
| 13 August 2012    | Flashers                                                      | Reinier Zonnveld                                     |
| 2 May 2012        | Vuur                                                          | Reinier Zonnveld                                     |
| 21 March 2012     | Joker EP                                                      | Reinier Zonnveld                                     |